# Christuskirche (Neunkirchen (Saar))

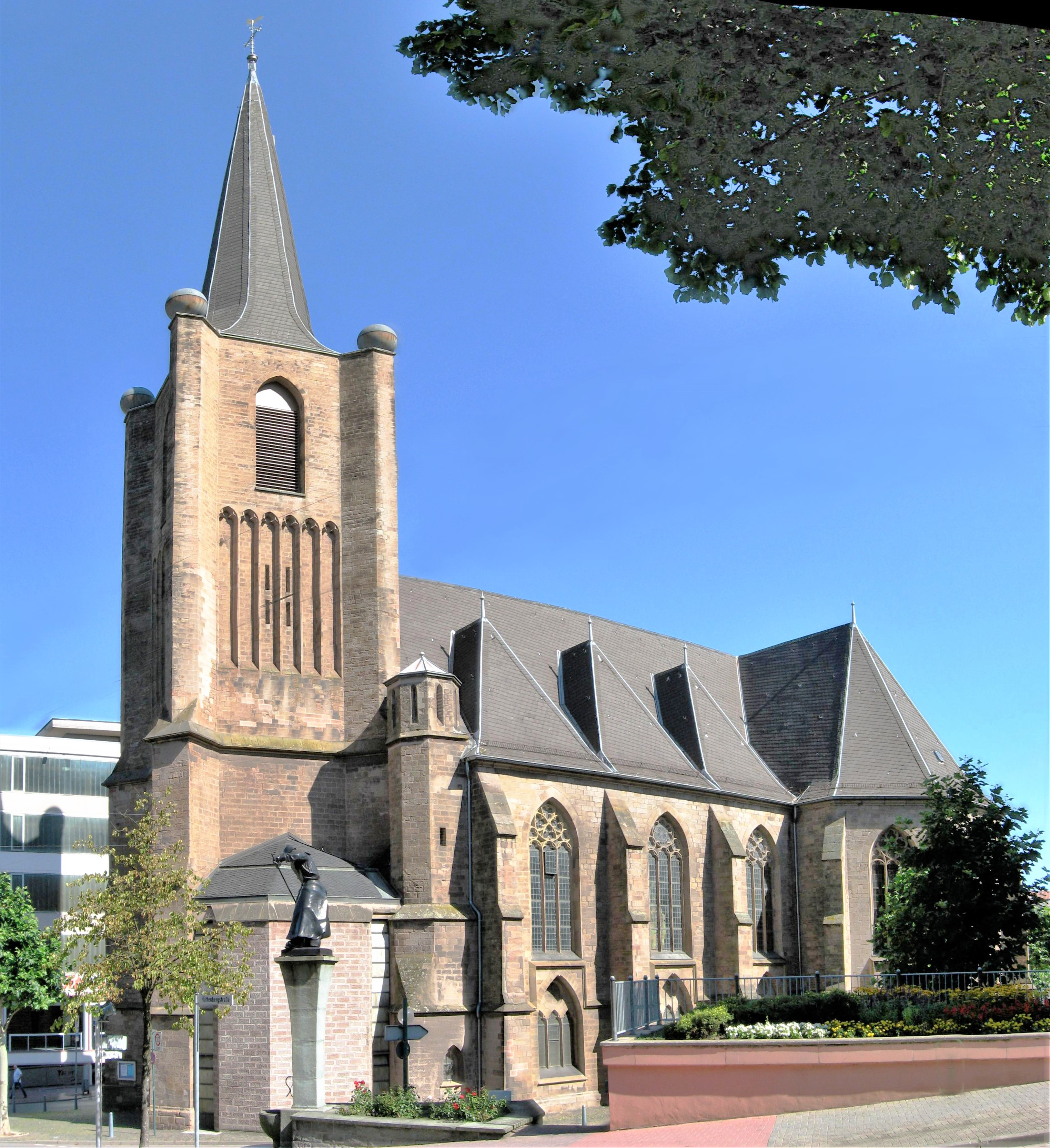
Die Christuskirche in Neunkirchen

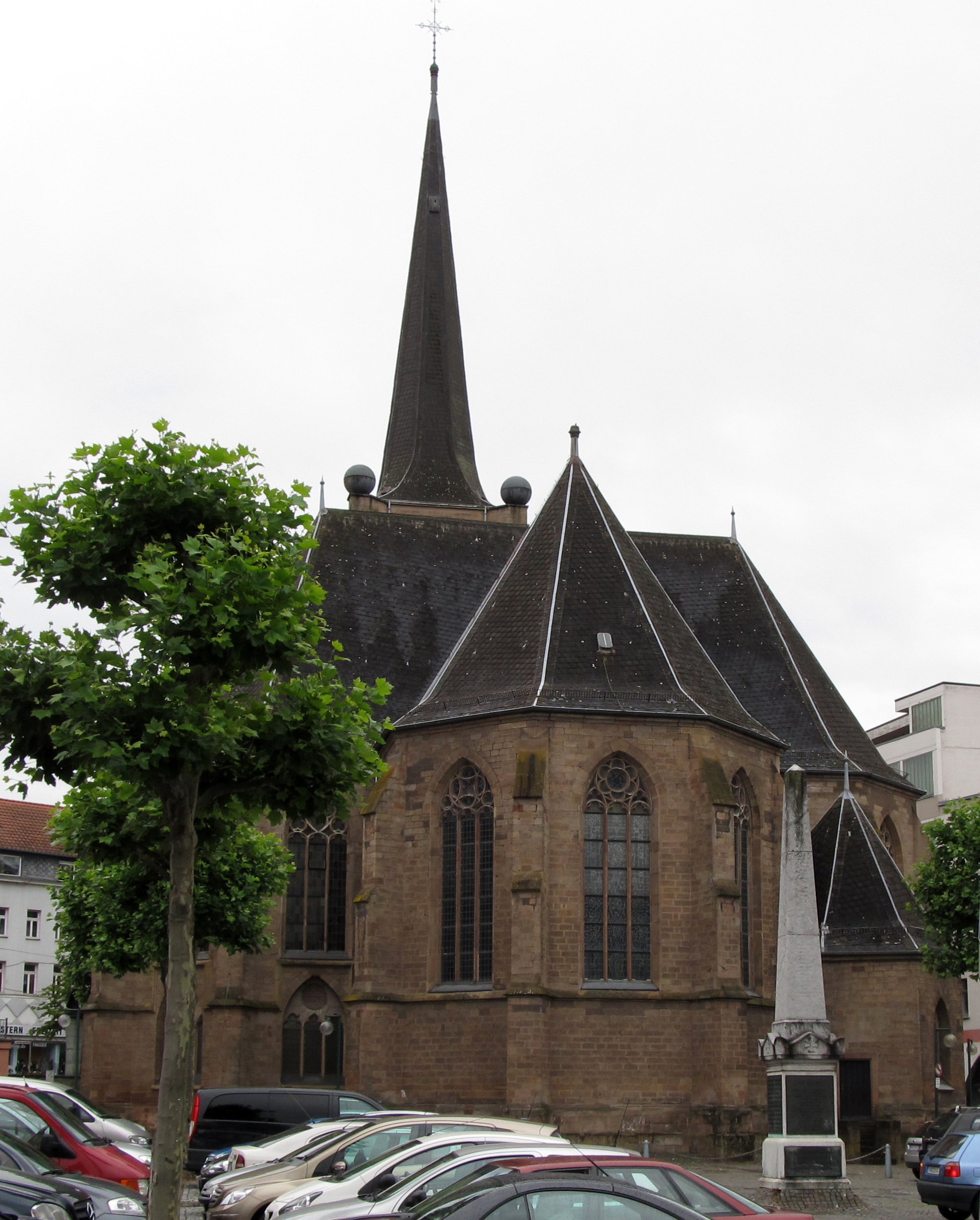
Die Kirche von Osten her betrachtet

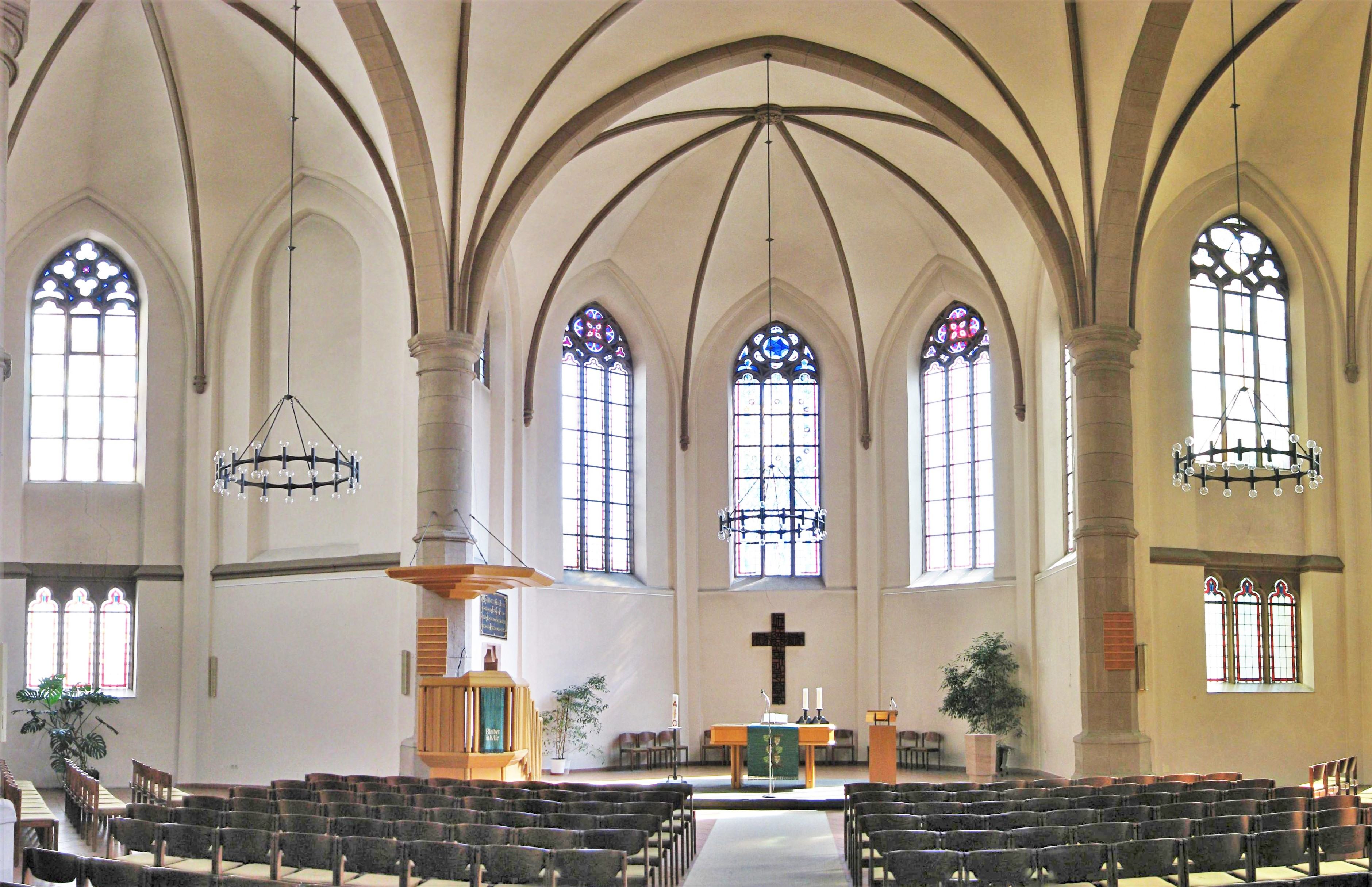
Blick ins Innere der Kirche

Die Christuskirche ist eine Kirche der Evangelischen Kirchengemeinde im saarländischen Neunkirchen im Kirchenkreis Saar-Ost der Evangelischen Kirche im Rheinland. In der Denkmalliste des Saarlandes ist die Kirche als Einzeldenkmal im Ensemble Unterer Markt aufgeführt.

## Geschichte
Mitte des 19. Jahrhunderts führte die stark zunehmende Einwohnerzahl in dem von Eisenerzeugung und Bergbau dominierten Industriestandort Neunkirchen dazu, dass das bisherige Kirchengebäude der seit dem 16. Jahrhundert dort bestehenden evangelischen Gemeinde zu klein geworden war. Im Jahr 1860 gab es rund 4000 evangelische Gemeindemitglieder in Neunkirchen. Neben den unzureichenden Platzverhältnissen weckten auch immer wieder erforderliche Reparaturen durch Bauschäden den Wunsch nach einem neuen evangelischen Kirchengebäude. Der Standort des geplanten Kirchenneubaus löste innerhalb der Gemeinde langwierige Streitigkeiten aus. Während sich die eine Partei für den Abriss des alten Gotteshauses und den Neubau einer Großkirche an gleicher Stelle im sogenannten Oberort aussprach, plädierte die gegnerische Partei dafür, im Unterort eine zweite Kirche zu errichten und den alten Kirchenbau wieder instand zu setzen.
Dieser Streit konnte erst im Jahr 1866 dadurch gelöst werden, indem der Hüttenunternehmer Freiherr Carl Ferdinand von Stumm-Halberg das Angebot machte, für den Bau einer Kirche im Unterort die Kosten zu übernehmen, während die Gemeinde den Kirchenneubau im Oberort finanzierte. Im Oberort entstand in der Folge die Pauluskirche, im Unterort die heutige Christuskirche. Für beide Kirchen erfolgte die Grundsteinlegung am 10. Mai 1867, nachdem der Architekt Heinrich Wiethase (Köln) den für die Kirche im Unterort ausgeschriebenen Wettbewerb für sich entscheiden konnte. Am 14. September 1869 konnte die evangelische Kirche im Unterort, deren Baukosten das Doppelte von denen der von der Gemeinde errichteten Kirche im Oberort betrugen, eingeweiht werden.
Über der Sakristeitür im Chor ist eine Metalltafel angebracht, die Auskunft über die Stifter der Kirche gibt: "Anno Domini MDCCCLXIX Guilelmo I Borussorum rege Fratres et Gente Stumm, Carolus, Fridericus, Ferdinandus, Hugo hanc aedem in Dei gloriam evangelicae ecclesiae pio animo donaverunt." (dt. Übersetzung: Im Jahre des Herrn 1869, als Wilhelm I. König der Preußen war, schenkten die Brüder und die Familie Stumm, Carl, Friedrich, Ferdinand, Hugo dieses Haus zur Ehre Gottes der evangelischen Kirche in frommer Gesinnung.)
Als Name für das Kirchengebäude im Unterort war ursprünglich Hoffnungskirche vorgesehen, der sich aber nicht durchsetzen konnte. Im Jahr 1931 erhielt die Kirche im Unterort schließlich den Namen Christuskirche.
Eine durch Bauschäden bedingte umfangreiche Sanierung des Kirchturms in den Jahren 1935–1941 hatte die Entfernung neugotischer Architekturteile und die Installation eines neuen Turmhelms zur Folge.
Im Zweiten Weltkrieg brannte die Kirche aus und wurde 1949 durch Rudolf Krüger in veränderter Form wieder aufgebaut. Zwischen 1980 und 1984 wurde der Innenraum durch den Einbau von Funktionsräumen nachhaltig verändert.
Das Neunkircher Stadtwappen zeigt in schwarzem Feld eine silberne gotische Kirche mit Turm vor dem Kirchenschiff. Die Fenster und die Tür der Kirche sind schwarz. Die Kirche stellt in abstrahierender Form die Neunkircher Christuskirche vor ihrem Umbau dar.

## Kirchengebäude

Historische Baupläne der Kirche
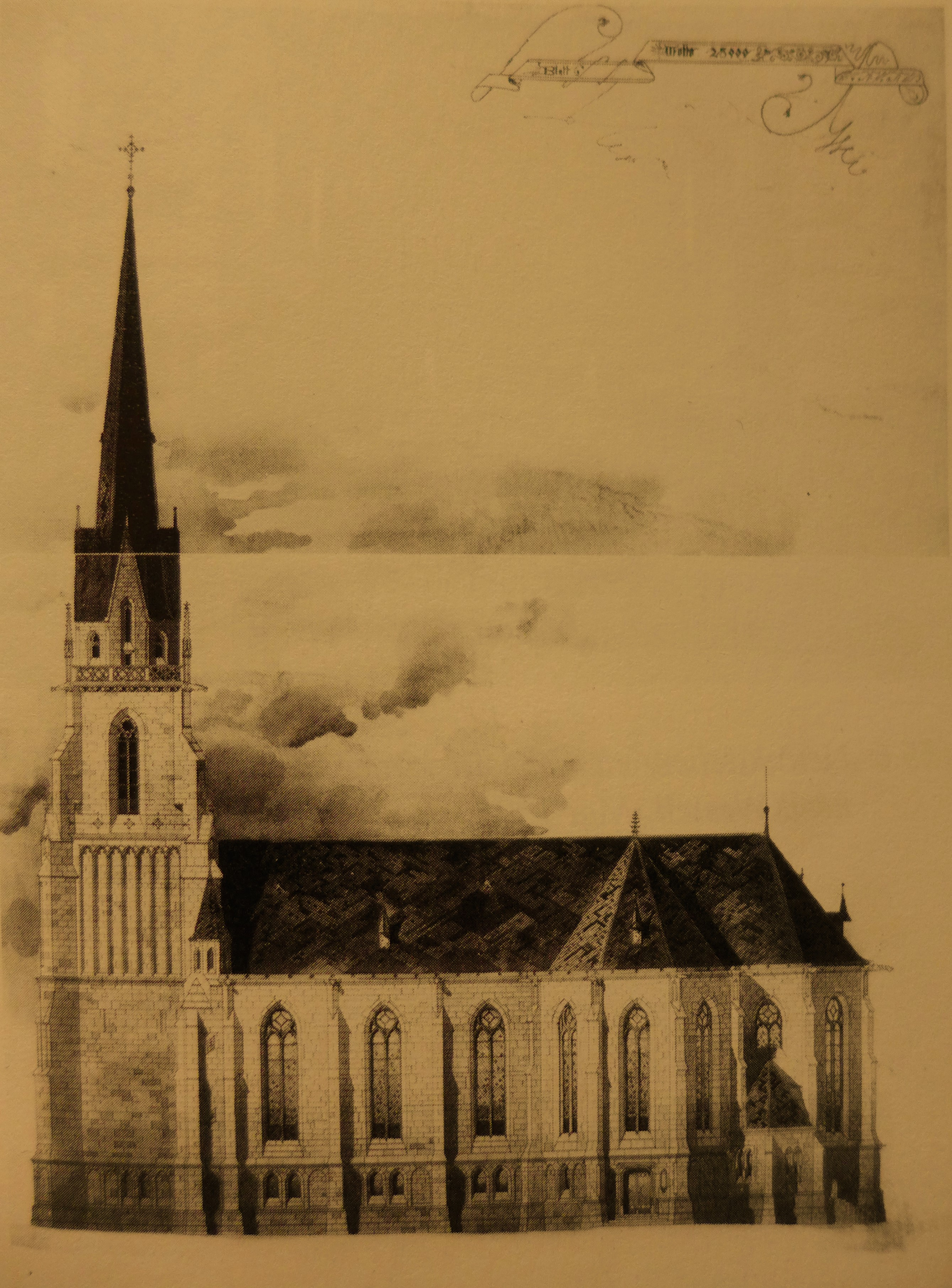
Heinrich Wiethase: Christuskirche (Neunkirchen), Längsansicht, Entwurf von 1866
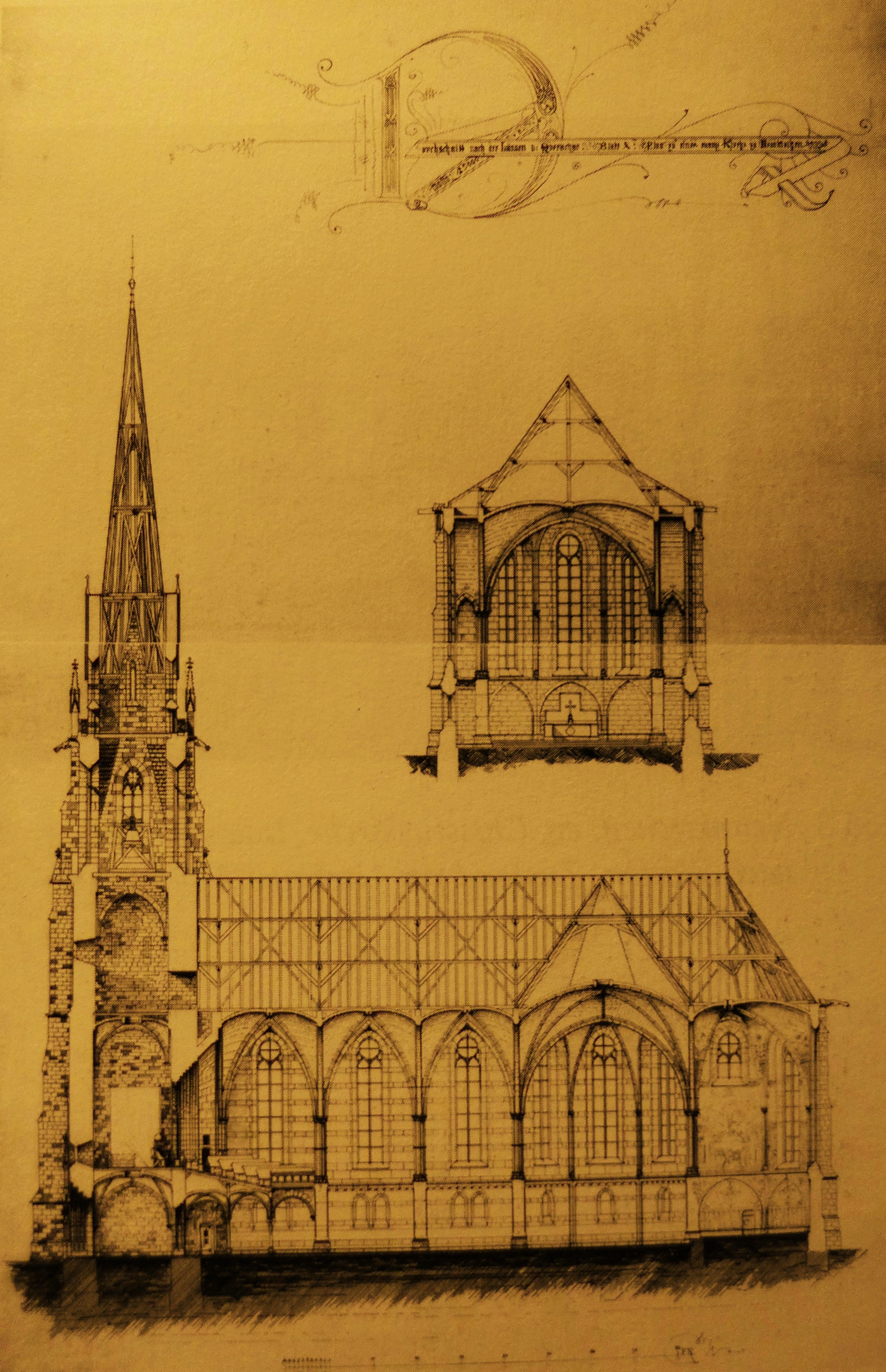
Heinrich Wiethase: Christuskirche (Neunkirchen), Quer- und Längsschnitt, Entwurf von 1866
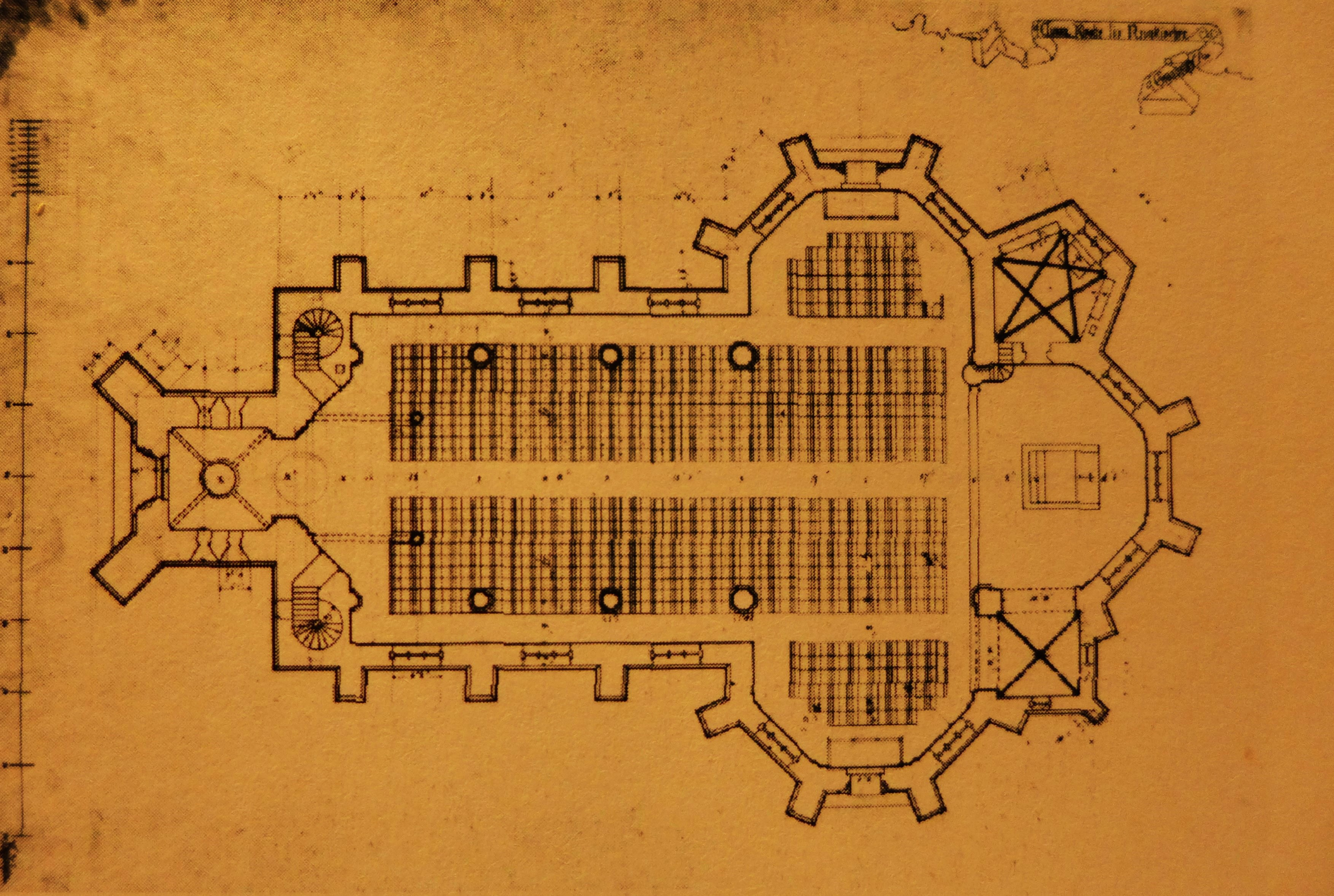
Heinrich Wiethase: Christuskirche (Neunkirchen), Grundriss, undatierter Entwurf

Das Kirchengebäude wurde als neugotische Kreuzkirchenanlage mit steinsichtigem Mauerwerk aus rotem Sandstein und vorgesetztem Westturm entworfen. Auf die dreischiffige Halle des Langhauses, das sich in drei Joche gliedert, die jeweils von einem Stichdach betont werden, folgt eine breite Querhauserweiterung mit polygonalem Abschluss zu beiden Seiten, an die sich ein fünfseitiger, unregelmäßiger Chorabschluss an der Ostseite der Vierung anschließt. Ergänzt wird die Choranlage, die von Osten her betrachtet an einen Dreiapsidenchor erinnert, durch einen Sakristeianbau an der Nordseite.
Im Innenraum der Kirche hat sich von der Ausstattung der Erbauungszeit nichts erhalten.

## Orgel
Die Orgel der Kirche wurde 1973 von der Firma Jehmlich Orgelbau (Dresden) erbaut. Das Instrument mit mechanischen Schleifladen verfügt über 26 Register, verteilt auf zwei Manuale und Pedal. Die Disposition lautet wie folgt:
| I Hauptwerk C–g3 |              |       |
| 1.               | Quintadena   | 16′   |
| 2.               | Principal    | 8′    |
| 3.               | Gemshorn     | 8′    |
| 4.               | Oktave       | 4′    |
| 5.               | Rohrflöte    | 4′    |
| 6.               | Nasat        | 2 ⁄3′ |
| 7.               | Flachflöte   | 2′    |
| 8.               | Mixtur IV–VI |       |
| 9.               | Trompete     | 8′    |
|                  | Tremulant    |       |

| II Schwellwerk C–g3 |             |        |
| 10.                 | Gedackt     | 8′     |
| 11.                 | Harfpfeife  | 8′     |
| 12.                 | Principal   | 4′     |
| 13.                 | Nachthorn   | 4′     |
| 14.                 | Oktave      | 2′     |
| 15.                 | Terz        | 1 3⁄5′ |
| 16.                 | Quinte      | 1 ⁄3′  |
| 17.                 | Sifflöte    | 1′     |
| 18.                 | Scharff III |        |
| 19.                 | Krummhorn   | 8′     |
|                     | Tremulant   |        |

| Pedal C–f1 |                 |     |
| 20.        | Subbaß          | 16′ |
| 21.        | Principal       | 8′  |
| 22.        | Gedacktbaß      | 8′  |
| 23.        | Choralbaß       | 4′  |
| 24.        | Rauschpfeife IV |     |
| 25.        | Posaune         | 16′ |
| 26.        | Klarine         | 4′  |

- Koppeln: II/I, I/P, II/P

## Glocken
Die drei Glocken der Christuskirche wurden 1922 vom Bochumer Verein aus Gussstahl produziert. Wie die meisten Stahlglocken aus dieser Zeit gossen sie in der sogenannten Untermollsextrippe.
| Nr. | Name           | Ton | Gussjahr | Gießerei        |
| 1   | Christusglocke | h0  | 1922     | Bochumer Verein |
| 2   | Betglocke      | d1  | 1922     | Bochumer Verein |
| 3   | Taufglocke     | f1  | 1922     | Bochumer Verein |